# Cancellaria jayana
Cancellaria jayana is een slakkensoort uit de familie van de Cancellariidae. De wetenschappelijke naam van de soort is voor het eerst geldig gepubliceerd in 1958 door Keen.